# 你的今天和我的明天
《你的今天和我的明天》（英語：Tomorrow Comes Today），是一部於2013年上映的電影。由陳敏郎導演，2013台北電影節參展影片。

## 劇情簡介
來自台灣的男孩在紐約的中國餐館作外送工作，他總是隨身帶著德國女演員瑪琳黛德麗的照片逢人就問「你有沒有見過我媽？」